# الإسلام في فانواتو
الإسلام في فانواتو، دخل الإسلام إلى جزر فانواتو، قبل استيلاء فرنسا وانجلترا على البلاد، ولكن المحتلين قاموا بتهجير للمسلمين، ولكن الإسلام عاد للجزيرة من جديد من خلال دعوة الشيخ فابانجا، ويبلغ عدد المسلمين حاليا أكثر من (1000) مسلم من إجمالي عدد السكان البالغ (211) ألف نسمة.

## العودة للإسلام الصحيح
كانت العودة من خلال رجل اسمه (فابنجا) أرسلته إحدى المؤسسات لدراسة علم اللاهوت في الهند، إلاّ أنه قابل في الهند بعض علماء الإسلام، فدرس علوم الإسلام وحفظ القرآن الكريم على أيديهم، حتى أصبح من أبرز دعاة الإسلام هناك، ولما عاد إلى وطنه أخذ يدعو الناس إلى الإسلام، وأوضح لهم أن الإسلام هو الدين الأولى بالإتباع، حيث يصون الناس والمجتمعات من الرذائل ويدعوهم إلى الفضائل، كما أن الإسلام يصون حقوق الإنسان في كافة المجالات، فاعتنق الإسلام على يديه أكثر من 50 أسرة في العاصمة بورت فيلا، وتزايد عدد المسلمين حول الداعية (فابانجا) ووفد إليه من الجزر الأخرى عدد لا بأس به من الراغبين في التعرّف على الإسلام، فقام بتأسيس أول مركز للدعوة الإسلامية في بلاده، وانتقل مع أنصاره من المسلمين إلى العديد من جزر فانواتو، وهكذا تكونت أول أقلية مسلمة هناك، ضمت بعض سكان الجزر وبعض الأوروبيين من المهاجرين أومن المقيمين هناك، وبعد وفاة (فابانجا) سار أولاده وأتباعه على هديه في التعريف بالإسلام ونشر دعوته الصحيحة بين سكان الجزر.

## الوفود الإسلامية

### وفد رابطة العالم الإسلامي
أوفدت رابطة العالم الإسلامي في مكة المكرمة إلى مسلمي فانواتو وفدًا إسلاميًا برئاسة مدير مكتب الرابطة في أستراليا للتعرّف على مطالبهم واحتياجات المسلمين هناك، وقد تضمن التقرير الذي أعده الوفد الإسلامي: إنشاء أول مركز إسلامي في جامعة جنوب المحيط الهادي التي توجد بالعاصمة بورت فيلا، وإهداء مكتبة إسلامية للجامعة تضم المصاحف وترجمات معانيها باللغتين الأنجليزية والفرنسية، وإنشاء قسم للفقه الإسلامي بالجامعة، إلى جانب تخصيص العديد من المنح الدراسية لأبناء المسلمين في جزر فانواتو لدراسة علوم الإسلام واللغة العربية بالمعاهد والكليات الإسلامية بدول العالم الإسلامى والعربي.

### وفد الأزهر
أوفد الأزهر بعض دعاته الذين يعملون بالمراكز الإسلامية في أستراليا لبحث أحوال المسلمين في فانواتو، وقد تضمن تقرير الأزهر، أن المسلمين هناك في حاجة ماسة إلى الدعم المادي والمعنوي للمؤسسات الإسلامية وضرورة تزويدهم بالمصاحف الشريفة وترجمات معاني القرآن الكريم والكتب الدينية.